# Jupille-sur-Meuse
Jupille (1963 óta Jupille-sur-Meuse; francia kiejtés: [ʒypij syʁ møz]; vallon nyelven: Djoupeye; jelentése: Jupille a Maas folyó mentén) a belgiumi Liège városrésze, a Maas folyó partján Vallóniában található. Korábban önálló település volt, de az 1977-es közigazgatási átszervezés során Liège városához csatolták.

## Történelem
A település története az ókorig nyúlik vissza, amikor római villa állt a területen.
A Karoling-korban a Maas másik partján lévő Herstallal a Karoling-ház egyik birodalmi központjaként szolgált. Herstali Pipin (Nagy Pipin) frank majordomus feltehetően itt született, élt és halt meg 714-ben.
Kis Pipin, azaz III. Pipin is valószínűleg itt töltötte gyermekkorának egy részét.
Nagy Károly, Kis Pipin fia, szintén kötődött Jupille-hoz. Sokáig kétség kívül Jupille-t tartották születési helyének, de ezt nem sikerült egyértelműen igazolni. Azt viszont valószínűsítik, hogy a későbbi frank császár, Károly 7 éves korától itt élt apjával.

## Gazdaság
Jupille-sur-Meuse ipari jelentőségét a Piedbœuf sörfőzde adja, amely az AB InBev csoport része. Itt gyártják a híres Jupiler sört, amely Belgium egyik legnépszerűbb söre.

## Népesség
2020. január 1-jén a település lakossága 10 741 fő volt, a népsűrűség pedig 1 855 fő/km².

## Nevezetességek
A településen található a Fayembois-kastély, amely 1625-ben épült Guillaume Fayen megbízásából egy korábbi egyházi birtok helyén. A kastély és a hozzá tartozó birtok több család tulajdonában is volt az évszázadok során, míg végül 1972-ben visszakerült a liège-i püspökséghez, majd a városhoz.

## Közlekedés
Jupille-sur-Meuse jól megközelíthető Liège központjából, és a városi buszhálózat része.
A közeli Maas folyó és az Albert-csatorna további közlekedési és kereskedelmi lehetőségeket biztosítanak.

## Híres személyek
- Joseph Moutschen (1895–1977) belga építész.